# Niemtal
Niemtal ist ein Dorf in der Gemeinde Furth an der Triesting im Bezirk Baden in Niederösterreich. Bis 2020 war der Ort als Ortschaft ausgewiesen.

## Geografie
Das Dorf Niemtal befindet sich ein einem Seitental des Further Baches und liegt westlich von Weissenbach an der Triesting, an das es straßenmäßig angebunden ist. 